# فالق توسعي

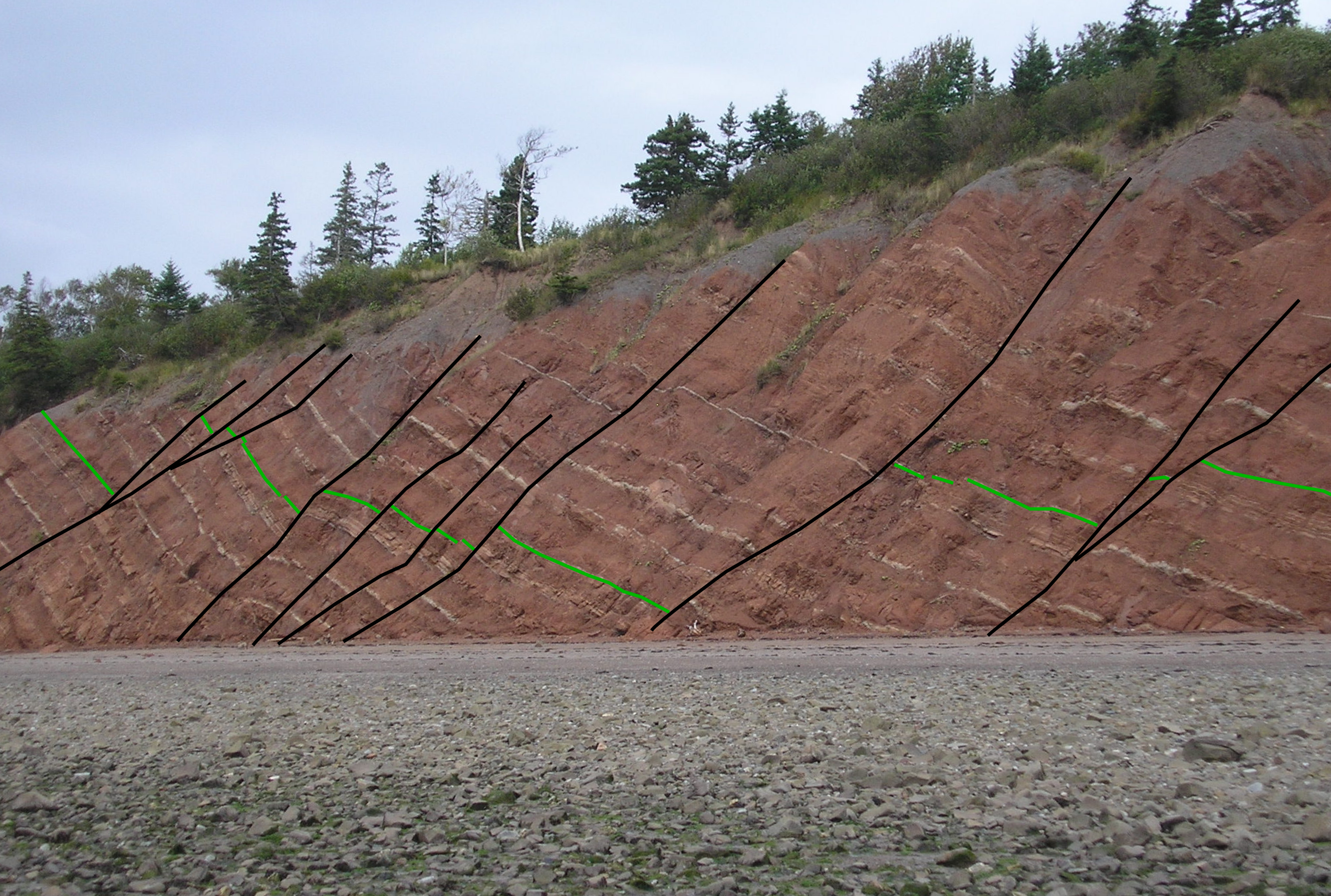
مجموعة من الفوالق التوسعية التي تقطع صخور تشكيل بلوميدون من العصر الثلاثي إلى الجوراسي المبكر، بالقرب من كلارك هيد، الشمالي، ونوفا سكوشيا، موقع الفوالق مظللة باللون الأسود والأديم مظلل باللون الأخضر

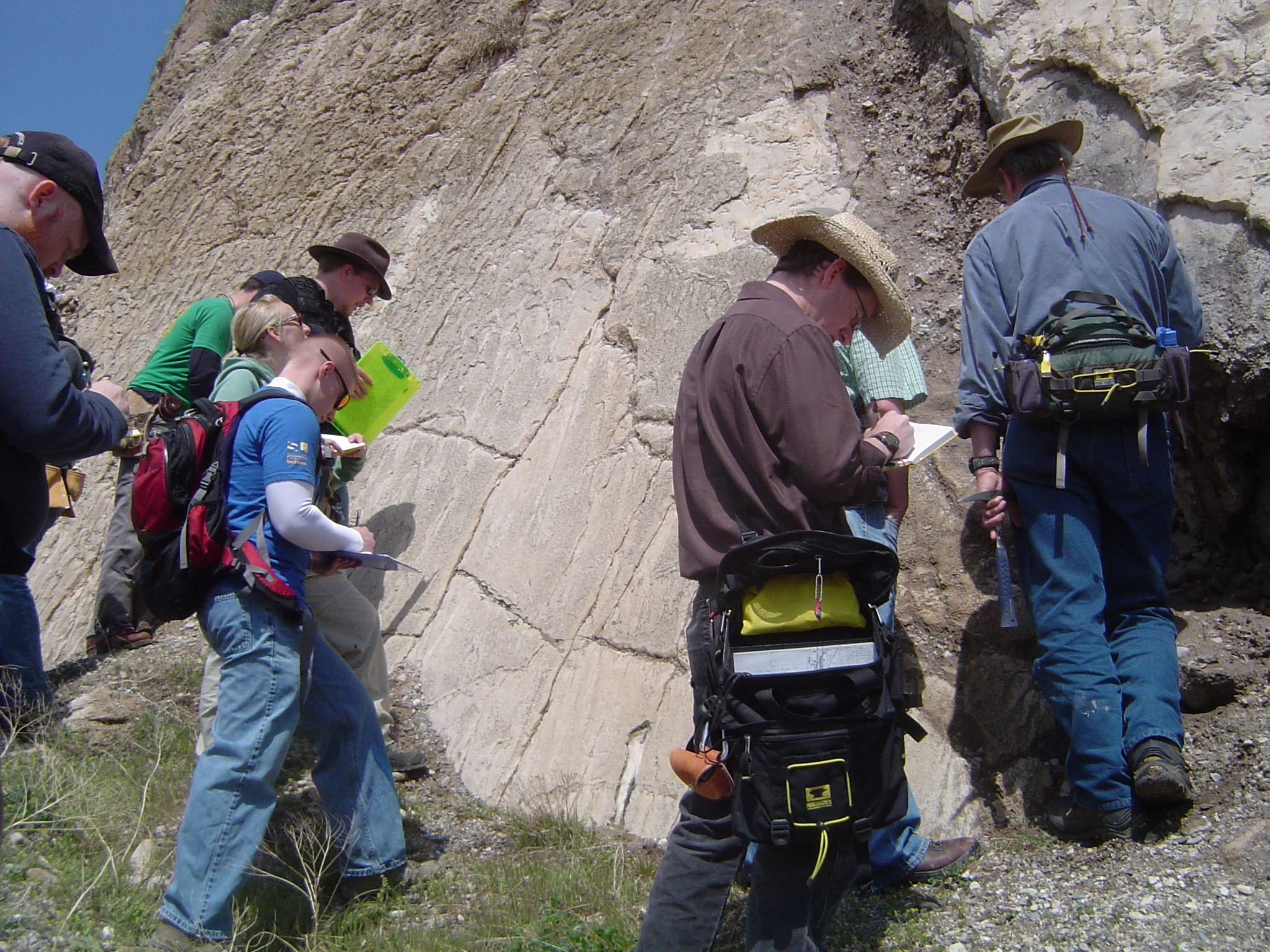
يقوم الطلاب بفحص الفالق التوسعي عن قرب

الفالق التوسعي أو الامتدادي هو فالق ناتج عن تمدد القشرة الأرضية. يقلل التمدد من سماكة أجزاء من القشرة و/ أو الغلاف الصخري ويمتد أفقياً. يكون هذا الفالق في معظم الحالات فالقا عاديًا، ولكنه قد يؤدي إلى انخفاض عميق عادةً عندما يرتبط بفالق الدفع. عادة ما تكون الفوالق التوسعية مستوية. فإذا كان مجال الإجهاد [الإنجليزية] موجهًا عموديًا مع أقصى قدر من الإجهاد على سطح الأرض، فستحدث الفوالق الامتدادية انخفاضًا مبدئيًا للأدم المرتبطة بحوالي 60 درجة عن المستوى الأفقي. تمتد الفوالق عادةً إلى قاعدة الطبقة الزلزالية. مع استمرار الامتداد القشري، ستدور الفوالق، مما ينتج عنه كتل صدع شديدة الانحدار بينها.